# Гомес Умпьеррес, Висенте
Хосе Висенте Гомес Умпьеррес (исп. José Vicente Gómez Umpiérrez; 31 августа 1988 года, Лас-Пальмас-де-Гран-Канария) — испанский футболист, полузащитник клуба «Депортиво Ла-Корунья».

## Биография
Висенте Гомес начал свою карьеру футболиста, выступая за команду «Уракан» из его родного города Лас-Пальмас-де-Гран-Канария в региональной лиге и Терсере. В 2009 он перешёл в «Лас-Пальмас», где первоначально играл за резервную команду клуба в Терсере.
4 сентября 2010 года Висенте Гомес дебютировал за «Лас-Пальмас» в Сегунде, выйдя на замену в гостевом поединке против «Уэски». А ещё 1 сентября того же года он забил свой первый гол на профессиональном уровне, сократив отставание своей команды в гостевой игре с «Вальядолидом», проходившей в рамках кубка Испании.
По итогам Сегунды 2014/15 «Лас-Пальмас» вернулся в Примеру. 22 августа 2015 года Висенте Гомес дебютировал в главной испанской футбольной лиге, выйдя на замену в гостевом поединке против мадридского «Атлетико». 3 января 2016 года он забил и свой первый гол на высшем уровне, сравняв счёт в гостевой игре с «Атлетиком» из Бильбао.